# Trinidad och Tobagos litteratur
Litteraturen på Trinidad och Tobago präglas av landets koloniala förflutna och av traditioner från Afrika, Europa och Indien. Kulturutbytet med övriga Västindien med dess blandkulturer har varit och är omfattande. Flera författare från Trinidad har flyttat till Storbritannien eller till Nordamerika men har i sina böcker fortsatt att hämta stoff från Trinidad eller skildrat kollisioner mellan karibisk kultur och seder och värderingar i de nya länderna. 

## Författare
Bland författare som ofta nämns i referensverk finns:

### Anthony, Michael (1930– )
Michael Anthony växte upp på Trinidad, flyttade till England på 1950-talet för att arbeta som journalist. Anthony återvände till Trinidad 1970 där han sedan dess har verkat. Han debuterade som författare 1963 med romanen The games were coming och har därefter publicerat en lång rad romaner, novellsamlingar, reseberättelser och faktaböcker om Trinidads historia. Michael Anthony utsågs 2003 till hedersdoktor vid University of the West Indies.

### Guy, Rosa (1922–2012)
Rosa Guy föddes 1922 på Trinidad. Föräldrarna flyttade tidigt till New York medan hon stannade hos släktingar på ön. Som tioåring kom hon till sina föräldrar i USA. Modern dog när hon Rosa var tolv år och fadern när hon var fjorton. Den svåra uppväxten i Harlem präglade Rosa Guy och gjorde henne engagerad i medborgarrättsrörelsen både före och efter beslutet i Brown mot skolstyrelsen. Hon debuterade som författare 1966 med en roman för vuxna, Bird at my window, men kom sedan främst att skriva böcker för barn och unga. Återkommande teman var ras, klass, fattigdom, sexualitet och spänningar mellan afroamerikaner och invandrade afrokaribier. Flera av Rosa Guys böcker har blivit översatta till svenska.

### James, Cyril Lionel Robert (1901–1989)
C.L.R. James var författare, marxistisk tänkare, politisk rådgivare och kritiker (och en erkänd expert på cricket). Han växte upp på Trinidad, emigrerade till England 1932 och bodde 1938-1953 i USA men tvingades att återvända till England under McCarthy-eran. James blev en förgrundsgestalt inom panafrikanismen och förebådade den postkoloniala strömningen under andra hälften av 1900-talet. Han var verksam inom olika genrer; skönlitteratur, essäer, drama, historiska verk och föreläsningar. I sina verk ville han förena politik, psykologi, konst och etik. Romanen Minty Alley (1932) lade en grund för västindisk litterär tradition. Ingen av James böcker är översatt till svenska, men tidskriften Fronesis har publicerat ett par essäer av honom.

### Lovelace, Earl (1935– )
Earl Lovelace föddes på Trinidad 1935 men växte upp hos sina morföräldrar på Tobago. Efter studier på universitet på Trinidad och i USA kom hans första roman, While gods are falling, ut 1964, den första i en lång rad. Böckerna skildrar ofta sociala problem och följderna av kolonialt styre i Västindien. Lovelace är en berättare, han vet hur läsarens inlevelse ska skapas och bibehållas. Han behärskar språket på Trinidad, dess uttryckssätt, och använder det både för att roa och för att skildra verkligheten på Trinidad och i Västindien. Har undervisat i litteratur och skrivande vid universitet på Trinidad och i USA.

### McDonald, Ian (1933– )
Skall inte förväxlas med science fiction-författaren med samma namn.
Ian McDonald växte upp på Trinidad. Efter studier vid universitetet i Port of Spain och vid Cambridge i England bosatte han sig permanent i Guyana 1955. Han är främst poet men har också skrivit en roman, The hummingbird tree, en barndomsskildring som utspelas på Trinidad.  McDonalds dikter kan ofta vara reflektioner över samhällets orättvisor.

### Mootoo, Shani (1957– )
Shani Mootoo är en kanadensisk författare, konstnär och filmare med indiskt påbrå. Hon växte upp på Trinidad men flyttade som nittonåring till Kanada där hon debuterade som författare 1993 med novellsamlingen Out om Main Street. En av de självbiografiska novellerna i boken är översatt till svenska i tidskriften Karavan. Återkommande teman i hennes berättelser är kulturell identitet och sexuellt utnyttjande. Två romaner finns på svenska, Kaktusen blommar om natten (1996) och Hon simmade i havet vid Guanagaspar (2005). Båda har handlingen förlagd till Karibien.

### Naipaul, V.S. (1932–2018)
V(idiadhar) S(urajprasad) Naipaul föddes på Trinidad men flyttade tidigt till London. Nobelpristagare i litteratur 2001.

### Selvon, Sam (1923–1994)
Sam(uel) Selvon föddes och växte upp på Trinidad. Han flyttade till London 1950 och till Kanada 1978 där han blev kanadensisk medborgare. Selvon skrev romaner, noveller och skådespel. Hans vardagliga skrivsätt har hämtat sin stil från Trinidads kreol-engelska och är påverkat av muntligt berättande så som det framträder i calypso-sånger. Romanerna är ofta både roande och tänkvärda. Hans kanske bästa roman, The lonely Londoners (1956), är en tragikomisk berättelse om västindiers försök att navigera i 1950-talets London. I en uppföljare, Moses migrating (1978), återvänder romanens huvudperson till Trinidad. Författaren driver där med såväl vit rasism som med Black Power-rörelsen på Trinidad. Sam Selvon skildrade i sina mest kända romaner västindier på Trinidad och i London. Han skrev om vanliga människor, arbetarklass, på ett skämtsamt sätt utan att vara nedlåtande, tvärtom hyllade han deras överlevnadsförmåga.

### Walcott, Derek (1930–2017)
Derek Walcott föddes på Saint Lucia i Västindien men verkade många år på Trinidad där han ledde Trinidad theatre workshop, en skola för teaterutbildning. Nobelpristagare i litteratur 1992.